# Slaveanovo
Slaveanovo (în bulgară Славяново) este un oraș în comuna Plevna, regiunea Plevna,  Bulgaria. 

## Demografie
Componența etnică a orașului Slaveanovo
     Turci (24,45%)
     Bulgari (68,76%)
     Nicio identificare (6,77%)
     Altele (0,87%)
La recensământul din 2011, populația orașului Slaveanovo era de 3.868 locuitori. Din punct de vedere etnic, majoritatea locuitorilor (68,76%) erau bulgari, cu o minoritate de turci (24,45%). Pentru 6,77% din locuitori nu este cunoscută apartenența etnică.